# Ōsu Kannon (metropolitana di Nagoya)
Ōsu Kannon (大須観音駅?, Ōsu Kannon-eki) è una stazione della metropolitana di Nagoya situata nel quartiere di Naka-ku, nel centro di Nagoya ed è servita dalla linea Tsurumai.

## Linee
Metropolitana di Nagoya
 Linea Tsurumai

## Struttura
La stazione, sotterranea, possiede due marciapiedi laterali con due binari passanti. Sono presenti in totale quattro uscite.
| 1 | Linea Tsurumai | per Akaike e Toyotashi           |
| 2 | Linea Tsurumai | per Fushimi, Kami-Otai e Inuyama |

## Stazioni adiacenti
| «              | Servizio       | »              |
| Linea Tsurumai | Linea Tsurumai | Linea Tsurumai |
| -------------- | -------------- | -------------- |
| Fushimi        | -              | Kamimaezu      |